# 좋은 친구들 (2014년 영화)
《좋은 친구들》은 2014년에 개봉한 대한민국의 영화이다.

## 캐스팅
- 지성 : 임현태 역
- 주지훈 : 인철 역
- 이광수 : 김민수 역
- 이휘향 : 현태 어머니 역
- 기국서 : 현태 아버지 역
- 최진호 : 이수 역
- 최병모 : 류재규 역
- 정지윤 : 미란 역
- 장희진 : 지향 역
- 백승환 : 어린 임현태 역
- 전지환 : 어린 인철 역
- 함성민 : 어린 김민수 역
- 양재영 : 호성 역
- 박상현 : 김 실장 역
- 이영수 : 이 형사 역
- 곽인준 : 센터장 역
- 남문철 : 경찰서장 역
- 김태준 : 과거구조경찰 역